# Coupe de Tunisie de football 1955-1956
Navigation
Coupe de Tunisie 1954-1955 Coupe de Tunisie 1956-1957
La Coupe de Tunisie de football 1955-1956 est la 26e édition de la coupe de Tunisie, mais la première organisée après l'indépendance du pays. Elle est organisée par la Ligue de Tunisie de football (LTFA). 
Soixante clubs s'engagent pour la disputer et ils sont tous, y compris le détenteur du titre, le Club sportif de Hammam Lif, appelés à disputer le premier tour, à l'exception de quatre clubs, tirés au sort et qualifiés directement pour les seizièmes de finale.

## Résultats

### Premier tour préliminaire
- - Club olympique du Kram-Sfax railway sport : Forfait
  - Club medjezien-Club tunisien : 0-1
  - Vaillante-Jeunesse de Hammam Lif-Avenir sportif sfaxien : 1-0
  - Association sportive des PTT de Sfax : Qualifiée par tirage au sort
  - Union sportive béjoise-Club athlétique du gaz : 2-4
  - Union sportive musulmane-Club athlétique bizertin : 0-2
  - Sporting Club de Gafsa-Flèche sportive de Gafsa-Ksar : 3-1
  - Étoile sportive de Métlaoui- La Palme sportive de Tozeur : 4-2 (après prolongations)
  - Club sportif de Hammam Lif-Avenir musulman : 4-0
  - El Makarem de Mahdia-Club sportif gabésien : 1-0
  - Espérance de Mateur-Olympique de Tunis : 0-5
  - Jeunesse sportive de Bou Arada-Al Mansoura Chaâbia de Hammam-Lif : 1-1 puis victoire de la JSBA aux corners
  - Étoile sportive de Ben Arous-Union sportive tunisienne : 0-3
  - Association des anciens élèves de Mateur-Jeanne d'Arc d'avant-garde : 1-0
  - Stade gaulois-Mouldia sportive de Den Den : 3-0
  - Étoile sportive du Sahel-Stade soussien : 3-1
  - Union sportive de Gabès-Union sportive de la marine de Ferryville : 0-2
  - En-Najah-Club africain : 0-3
  - Sporting Club des sports de Focheville-Ben Arous-Football Club de Jérissa : 5-2
  - Espérance sportive de Tunis-Stade populaire : 2-1
  - Stade nabeulien-Étoile sportive gabésienne : Forfait
  - Grombalia Sports-Patrie Football Club bizertin : 0-1
  - Mouldia sportive de Djedeida-Club sportif des cheminots : 2-3
  - stade africain de Ferryville-Olympique du Kef : 1-3
  - Stade tunisien- Jeunesse sportive métouienne 3-0
  - Djalta Sports-Racing Club de Mégrine : 4-0
  - Jeunesse sportive omranienne-Société sportive de Bou Arada : 3-1
  - Association sportive de Bou Argoub-Union sportive monastirienne : 5-2
  - Tricolores Tinja Sports-Widad athlétique de Tunis : 2-0
  - Patriote de Sousse : Qualifiée par tirage au sort
  - Étoile sportive de Radès : Qualifiée par tirage au sort
  - Olympique de Béja : Qualifié par tirage au sort

### Seizièmes de finale
Les matchs sont disputés le 1er avril 1956.
| Équipe 1                                 | Équipe 2                                         | Score 90'                     |
| Stade tunisien                           | Association sportive des PTT de Sfax             | 4 - 2                         |
| Olympique de Béja                        | Étoile sportive de Radès                         | 2 - 1                         |
| Stade nabeulien                          | Patriote de Sousse                               | 2 - 1                         |
| Jeunesse sportive omranienne             | El Makarem de Mahdia                             | 3 - 2                         |
| Club tunisien                            | Djalta Sports                                    | 5 - 1                         |
| Association des anciens élèves de Mateur | Tricolores Tinja Sports                          | 3 - 2                         |
| Stade gaulois                            | Sporting Club de Gafsa                           | 4 - 3                         |
| Olympique du Kef                         | Union sportive de la marine de Ferryville        | 2 - 1                         |
| Union sportive tunisienne                | Vaillante-Jeunesse de Hammam Lif                 | 2 - 2 (vainqueur aux corners) |
| Club sportif des cheminots               | Jeunesse sportive de Bou Arada                   | 3 - 0                         |
| Club athlétique bizertin                 | Espérance sportive de Tunis                      | 3 - 1                         |
| Patrie Football Club bizertin            | Club olympique du Kram                           | 7 - 0                         |
| Club sportif de Hammam Lif               | Sporting Club des sports de Focheville-Ben Arous | 5 - 0                         |
| Étoile sportive du Sahel                 | Club athlétique du gaz                           | 2 - 1                         |
| Club africain                            | Association sportive de Bou Argoub               | 4 - 2                         |
| Olympique de Tunis                       | Étoile sportive de Métlaoui                      | 4 - 3                         |

### Huitièmes de finale
| Équipe 1                   | Équipe 2                                 | Score 90' |
| Stade tunisien             | Stade gaulois                            | 4 - 0     |
| Olympique du Kef           | Union sportive tunisienne                | 2 - 1     |
| Club athlétique bizertin   | Jeunesse sportive omranienne             | 4 - 1     |
| Olympique de Tunis         | Association des anciens élèves de Mateur | 5 - 1     |
| Club africain              | Club tunisien                            | 5 - 3     |
| Étoile sportive du Sahel   | Club sportif de Hammam Lif               | 3 - 0     |
| Olympique de Béja          | Patrie Football Club bizertin            | 1 - 0     |
| Club sportif des cheminots | Stade nabeulien                          | 3 - 2     |

### Quarts de finale
| Date        | Équipe 1                 | Équipe 2                   | Score 90' |
| 27 mai 1956 | Olympique de Béja        | Club sportif des cheminots | 2 - 0     |
| 27 mai 1956 | Club africain            | Étoile sportive du Sahel   | 1 - 0     |
| 27 mai 1956 | Club athlétique bizertin | Olympique de Tunis         | 6 - 2     |
| 27 mai 1956 | Stade tunisien           | Olympique du Kef           | 6 - 2     |

### Demi-finales
| Date        | Équipe 1       | Équipe 2                 | Score 90' |
| 3 juin 1956 | Club africain  | Olympique de Béja        | 2 - 1     |
| 3 juin 1956 | Stade tunisien | Club athlétique bizertin | 1 - 0     |

### Finale
| Date         | Équipe 1       | Équipe 2      | Score 90' |
| 10 juin 1956 | Stade tunisien | Club africain | 3 - 1     |

Le match est arbitré par Ali Meddeb (arbitre central), Mustapha Daoud et Bonello[Qui ?] (J.T.).

## Meilleur buteur
Avec onze buts dont deux en finale et six contre l'Olympique du Kef, Hédi Braïek est le meilleur buteur de l'édition.